# Айвазян, Аргам Араратович
Арга́м Арара́тович Айвазя́н (арм. Արգամ Այվազյան; род. 20 июля 1947) — армянский историк, культуровед, арменовед, заслуженный деятель культуры Республики Армения (2009), исследователь Нахичевана.

## Биография
Аргам Айвазян всю жизнь занимался исследованием истории Нахичевана, он посвятил 45 лет своей жизни изучению исторических памятников этого региона.
Является автором 200 работ, 43 из которых изданы, а 7-8 готовятся к изданию. Также он автор фильма «Джуга — прерванная мелодия» и пяти фильмов серии «Закованный армянский мир», организатор ряда выставок, конференций, обсуждений (Москва — Армянское посольство, США — Гарвардский университет и т. д.). За свою плодотворную деятельность в сфере охраны памятников, изучения и распространения истории и культуры Нахичевана Аргам Айвазян был награждён медалью Акопа Мегапарта Республики Армения.
В 1981 году вышла в свет книга Аргама Айвазяна «Памятники армянской архитектуры Нахичеванской АССР». Известный советский ученый Анатолий Якобсон, отметил несомненную ценность книги, достоинства которой не умаляют мелкие недочеты встречающиеся в ней. Согласно Якобсону, Айвазян своим трудом вынес на поверхность, сделал доступным и ввел в научный оборот малоизвестный и исторически очень
важный материал — архитектуру позднесредневековой Армении.

## Работы
- Джуга
- Памятники Нахичеванской АССР